# Heartbreaker (singel Mariah Carey)
Heartbreaker – pierwszy singel promujący 7. album studyjny Mariah Carey Rainbow. Piosenka została wyprodukowana przez Mariah i DJ Clue'a. Osiągnęła miejsce w pierwszej dziesiątce w wielu krajach oraz pierwsze miejsce na listach w USA.

## Kompozycja i wydanie
Carey początkowo napisała tę piosenkę (tak samo jak inne z Rainbow), aby użyć jej do projektu filmu i soundtracku All That Glitters (później Glitter wydany w 2001 roku). Film był nagrywany w stylu lat 80., a Carey powiedziała, że ona i DJ Clue definitywnie nagrali piosenkę "cukierkowatą". The Chicago Sun-Times napisał, że oryginalna wersja miała w sobie "żywe rytmy przypominające disco z początku lat 80.". Gdy produkcja filmu została odłożona, Carey zdecydowała, że materiał nagrany do filmu zostanie przekształcony w nowy album. Zaproponowała Jay-Z, by nagrał rap do "Heartbreaker" i zgodnie z Carey zdecydował on, że singel powinien zostać wydany jak najszybciej. Carey powiedziała "Pomyślałam: 'Mają rację. Muszę to wydać. To wakacyjne nagranie. Muszę, muszę, muszę.'".
Wydanie "Heartbreaker" wprowadziło nowy zwyczaj, gdyż żaden ważny artysta nie wydał wcześniej piosenki w internecie niż w radiu. "Heartbreaker" był dostępny na WindowsMedia.com przez 12 godzin 16 sierpnia 1999, zanim oficjalnie pojawił się w radio następnego dnia. Potem można go było słuchać na stronie Microsoftu do 20 sierpnia.

## Listy przebojów
"Heartbreaker" zdobył pierwsze miejsce U.S. Billboard Hot 100, i był to pierwszy taki singel Carey od czasów "My All" z 1998 roku, choć "I Still Believe" był w Top 5 w 1999. Stała się jedyną artystką, której single stawały się numerami jeden w każdym roku lat 90., a Carey przeciągnęła rekord po wydaniu "Thank God I Found You" (2000). Przez dwa tygodnie znajdował się na początku listy. Gdy "Heartbreaker" był drugi tydzień na pierwszym miejscu, single Carey łącznie osiągnęły 60 tygodni na pierwszym miejscu Hot 100, wyprzedzając The Beatles o jeden tydzień.
Sukces singla był kombinacją dużej sprzedaży i mocnej promocji radiowej: był to najlepszy singel Carey na Hot 100 airplay od "Always Be My Baby" (1996) i zdobył pierwsze miejsce Hot 100 Single Sales z największą sprzedażą w pierwszym tygodniu ze wszystkich singli Carey (271,000 kopii) Carey powtórzyła to z "Touch My Body", który sprzedał się w 286,000 egzemplarzach w pierwszym tygodniu. Zdobył status Złotej Płyty od RIAA, spędził 20 tygodni na Hot 100 ai zdobył 34. miejsce na Billboard Hot 100 na koniec roku 1999.
"Heartbreaker" był hitem poza USA w krajach jak Kanada, Nowa Zelandia, Hiszpania i Filipiny, gdzie także zdobył pierwsze miejsce. Ulokował się w pierwszej dziesiątce na wielu rynkach,np. w Australii i Niemczech, gdzie był to jeden z czterech hitów Carey w tym kraju. Stał się ostatnim pierwszopiątkowym singlem Carey w Wielkiej Brytanii do 2003 roku. Promocja radiowa i teledyskowa były słabe poza USA.
"Heartbreaker" zdobył status Platynowej Płyty w Australii (ARIA) i Nowej Zelandii (RIANZ).
Status Złotej Płyty zdobył w USA i Francji.

## Lista utworów
US Single
1. "Heartbreaker" - 4:48
2. "Heartbreaker" (Remix) - 4:37
3. "Do You Know Where You're Going To? (Theme from Mahogany)" - 3:47

US Maxi-CD
1. "Heartbreaker" - 4:18
2. "Heartbreaker" (Remix) - 4:36
3. "Heartbreaker/If You Should Ever Be Lonely" (Junior's Club Mix) - 10:18
4. "Heartbreaker/If You Should Ever Be Lonely" (Junior's Club Dub) - 10:11
5. "Heartbreaker/If You Should Ever Be Lonely" (Junior's Hard Mix) - 10:20

US Vinyl, 12"
1. "Heartbreaker" - 4:18
2. "Heartbreaker/If You Should Ever Be Lonely" (Junior's Heartbreaker Club Mix) - 10:18
3. "Heartbreaker" (Remix) - 4:37
4. "Heartbreaker/If You Should Ever Be Lonely" (Junior's Heartbreaker Hard Mix) - 10:20

Europe Maxi-CD
1. "Heartbreaker" - 4:48
2. "Heartbreaker/If You Should Ever Be Lonely" (Junior's Club Mix) - 10:18
3. "Sweetheart" (Lil Jon Remix) - 4:33
4. "Heartbreaker" (Video)

Australia Maxi-CD
1. "Heartbreaker" - 4:48
2. "Heartbreaker" (Remix) - 4:37
3. "Heartbreaker" (No Rap Version) - 3:20
4. "Heartbreaker/If You Should Ever Be Lonely" (Junior's Heartbreaker Club Mix) - 10:18

UK Limited Edition Maxi-CD
1. "Heartbreaker" (No Rap Version) - 3:20
2. "Heartbreaker" (Remix) - 4:37
3. "The Roof (Back in Time)" (Mobb Deep Mix) - 5:29

## Pozycje na listach przebojów
| Lista (1999)                                    | Najwyższa pozycja |
| ----------------------------------------------- | ----------------- |
| U.S. Billboard Hot 100                          | 1                 |
| U.S. Billboard Hot R&B/Hip-Hop Singles & Tracks | 1                 |
| U.S. Billboard Hot Dance Club Play              | 2                 |
| U.S. Billboard Hot Dance Single Sales           | 1                 |
| U.S. Billboard Rhythmic Top 40                  | 3                 |
| U.S. Billboard Top 40 Tracks                    | 16                |
| U.S. Billboard Mainstream Top 40                | 21                |
| U.S. ARC Weekly Top 40                          | 1                 |
| New Zealand RIANZ Singles Chart                 | 1                 |
| Canadian Singles Chart                          | 1                 |
| Spain Singles Chart                             | 2                 |
| Japanese Oricon Singles Chart                   | 37                |

| Lista (1999)                  | Najwyższa pozycja |
| ----------------------------- | ----------------- |
| European Hot 100              | 4                 |
| France Top 100 Singles        | 1                 |
| Ö3 Austria Top 40             | 17                |
| Belgian Chart                 | 9                 |
| UK Singles Chart              | 5                 |
| Netherlands Top 100 Singles   | 7                 |
| Switzerland Top 100 Singles   | 7                 |
| Italy Singles Chart           | 8                 |
| Germany Singles Chart         | 9                 |
| Australian ARIA Singles Chart | 10                |
| Norway Top 20 Singles         | 14                |
| Sweden Top 60 Singles         | 18                |

### Certyfikaty
| Rok  | Kraj              | Certyfikat | Sprzedaż |
| ---- | ----------------- | ---------- | -------- |
| 1999 | Australia         | Platyna    | 70,000   |
| 1999 | Francja           | Złoto      | 200,000  |
| 1999 | Nowa Zelandia     | Platyna    | 10,000   |
| 1999 | Stany Zjednoczone | Złoto      | 500,000  |

### Listy końcoworoczne
| Rok  | Kraj              | Lista                 | Ranking |
| ---- | ----------------- | --------------------- | ------- |
| 1999 | Australia         | ARIA                  | 50      |
| 1999 | Francja           | SNEP                  | 41      |
| 1999 | Włochy            | Musica & Dischi       | 63      |
| 1999 | Stany Zjednoczone | Billboard Hot 100     | 35      |
| 1999 | Stany Zjednoczone | Hot R&B/Hip-Hop Songs | 36      |